# Орсабарис
Орсабарис (? — после 61 года до н. э.) — понтийская царевна, дочь Митридата VI Евпатора, супруга царя Вифинии Мемнона Никомеда.

## Биография
Орсабарис была дочерью понтийского царя Митридата VI Евпатора; её матерью была неизвестная наложница.
Она была выдана своим отцом замуж за вифинийского царевича Сократа Хреста, который в 92 году до н. э. при поддержке понтийского войска разбил армию брата Никомеда IV и, захватив страну, стал царём, взяв имя Мемнон Никомед. До нашего времени дошли монеты, отчеканенные в Вифинии, где упомянуто имя царевны. Через два года, в 90 году до н. э., её супруг был разбит Никомедом IV, которого поддержала Римская Республика, отправив ему на помощь армию. Сократ бежал в Понтийское царство, где был убит по приказу Митридата.
В 61 году до н. э. во время триумфа Гнея Помпея Великого в Риме в числе пленных, среди которых были её родственники, Орсабарис шла впереди колесницы Помпея.
Вернувшись на родину, царевна вышла замуж за знатного вифинийца Ликомеда, от которого родила дочь Ородалтис.
Дальнейшая ей судьба и дата смерти неизвестны.